# Борки (зупинний пункт)
Борки (біл. Боркі) — зупинний пункт Берестейського відділення Білоруської залізниці в Івацевицькому районі Берестейської області. Розташований у селі Борки; на лінії Барановичі-Центральні — Берестя-Центральний, поміж станціями Доманове та Івацевичі.